# 河北地区 (石巻市)
河北地区（かほくちく、英語: Kahoku area）は石巻市の地域区分の一つである。河北地域（かほくちいき）とも表記される。区域は旧桃生郡河北町と同一であり、河北地区の行政に関わる事務を分掌する形で石巻市役所河北総合支所が設置されている。

## 概要
河北地区は石巻市の地区の一つであり、2025年（令和7年）5月末現在で人口・世帯数は石巻市7地区のなかで本庁・河南に続いて3番目の規模を誇り、2024年（令和6年）現在で面積は石巻市7地区のなかで本庁に続いて2番目の規模を誇る。しかし、2022年（令和4年）4月1日現在、全域が過疎地域に指定されており、少子高齢化と人口減少が進む中で後継者不足や地域コミュニティの維持などといった課題も存在しており、早急な持続的発展可能地域社会の形成が求められている。2011年（平成23年）3月11日に発生した東北地方太平洋沖地震で大川地区を中心に甚大な被害を被り、域内には震災遺構大川小学校を擁する。河北地区を南北に分断するように東流する北上川流域の肥沃な大地を利用した農業が盛んで、稲作と畜産との複合経営や施設園芸などといった農業経営に取り組んでいるほか、長面浦や北上川では、牡蠣の養殖やしじみ漁などが行われている。河北地区西部を走る三陸縦貫自動車道河北インターチェンジの開通に伴い、県内2位の入込数を誇る道の駅である道の駅上品の郷が経済・情報・交流の拠点として、にぎわいの創出が図られている。
前身自治体の桃生郡河北町は1955年（昭和30年）に飯野川町・大谷地村・二俣村・大川村が合併して成立した町であり、2005年（平成17年）に石巻市・雄勝町・河南町・桃生町・北上町・牡鹿町と合併し、石巻市の一部となった。
河北の由来は往古、桃生郡の北上川北部一帯の村々を河北と呼称していたことにちなむ。

## 地理
石巻市の北東に位置する。東部で雄勝地区と、南部で本庁地区と、南西部で河南地区と、北西部で桃生地区と、北東部で北上地区と接しており、牡鹿地区以外の全地区と相接する。地区の中心部には追波湾へ注ぐ北上川が、西部には農地や官公庁が集中する市街地の近くを旧北上川が流れ、北上高地から連なる上品山・硯上山などの山々、リアス式海岸を有する三陸海岸、白鳥の飛来地である富士沼や長面浦など、多彩な自然に恵まれた地区である。
河北地区より狭域、町字・行政区より広域の地域区分として旧河北町の前身各自治体の区域をもって、飯野川地区・大谷地地区・二俣地区・大川地区とすることもある。石巻市地域計画によれば、飯野川地区は「合戦谷・飯野川町・境・成田・五味・相野谷・中島・皿貝・馬鞍・中野・相野田・牧野巣」の各集落を、大谷地地区は「新田・門答山・本地・吉野・岩崎・後谷地・川の上・沢田・鶴家・五十五人」の各集落を、二俣地区は「北境・梨木・東福田・大土・大森・辻堂・三輪田上・三輪田中・三輪田下」の各集落を、大川地区は「福地・横川・谷地・針岡第一・針岡第二・間垣・釜谷・長面・
尾の崎」の各集落を区域とする。このほかに新興住宅地である二子地区を設けることもある。

### 地形
地区内には、400m～500m級の山々が連なる。その起源はかつての準平原が隆起したことによるとされ、現に上品山といった山々の山頂付近はなだらかな傾斜となっている。
- 山岳
  - 翁倉山（532m）[23]
  - 硯上山（520m）[23]
  - 上品山（467m）[23]
  - 大峰山（404m）[23]
  - 籠峰山（404m）[23]
- 河川
  - 北上川[24]
  - 旧北上川
  - 追波川[24]
  - 中島川[25]
  - 皿貝川[25]
  - 古川

## 歴史

### 平成の大合併までの略史
河北の地には古代より人が居住していた痕跡が多くみられる。皿貝や中島を中心に縄文土器や土師器などが発掘されており、最古のものとしては縄文早期末（約7,000年前）の遺物が見つかっている。
ヤマト政権による支配が当地へと及ぶようになり始めていた8世紀初頭、石巻地方の蝦夷らは海道蝦夷と呼ばれ、ヤマト政権に対して幾度となく反乱を起こしていた。ヤマト政権は海道蝦夷経営の拠点として牡鹿柵と桃生城を造営した。桃生城は北上川を渡り、高い山を越えたところにつくられたと続日本紀は記しており、また桃生城を中心に現在の石巻市河北地区・桃生地区・北上地区といった地域の開発がなされていたため、このころに牡鹿郡から桃生郡が分離独立したともいわれている。矢本町史によれば牡鹿郡は天平期に成立し、桃生郡は桃生城のできた天平宝字期に分離独立したとされる。このようにヤマト政権の政治力は桃生・牡鹿両郡にまで及んでいたが、宇漢迷公宇屈波宇が「賊地」へ逃帰するなど、その統治は順調とは言えない状況であった。宝亀5年7月25日には桃生城襲撃事件が発生し、城の西郭が破られた。
中世になり、奥州一帯を支配していた奥州藤原氏が源頼朝により滅ぼされると、奥州の各地は軍功のあった頼朝方の将兵らに所領として与えられた。河北地区には大森城や七尾城を本拠とした山内首藤氏、石巻城や寺池城を本拠とした葛西氏が領地を与えられた。山内首藤氏は桃生郡北方の豪族で葛西氏と同様に鎌倉御家人としての独立の立場を保っていたものの、実際は葛西氏の勢力下に組み込まれており、現に応永期の伊達政宗の乱には両氏はともに鎌倉府方に与するなど、山内首藤氏は葛西氏と同調した動きを見せることが多かった。しかし、永正8年になり葛西宗清が山内首藤氏領に攻め入り、七尾城・大森城が落城して山内首藤氏は滅亡した。この合戦は山内首藤氏が葛西氏からの独立の動きを強めていたことが原因とされる。これにより、河北地区全域が葛西氏の支配下に組み込まれた。その後、戦国時代になると葛西氏は浜田広綱といった半ば独立の家臣らの内乱により疲弊するようになった。結果として、当時の葛西氏当主葛西晴信は豊臣秀吉の小田原征伐に参陣することが叶わず、秀吉に敵意を持つものとみなされ改易された。
江戸時代になると、河北地区は伊達氏の支配する仙台藩領となり、中奥郡奉行の桃生郡北方の代官区に属した。桃生郡北方の代官所は飯野川に設置されており、代官所があった場所には旧会所前や旧会所脇といった小字がその名残として現在も残っている。また、河北地区には飯野川葛西氏や大立目氏、高城氏といった武家が知行地を有していた。このうち飯野川葛西氏の2代目葛西重常は飯野川の市街地を整備した人物として知られる。重常は承応3年（1654年）に飯野川のまちづくりを開始し、寛文3年（1663年）には「一六の市」と呼ばれる市を設けた。
明治期になり仙台藩による当地の支配が終わると、河北の地はまず高崎藩の支配下を受けた。その後は桃生県、石巻県、仙台県を経て最終的に宮城県所属となった。また、維新政府は税制確立のために地方行政体系を整備する方針を打ち出し、大区小区制や郡区町村編成法、町村制・郡制が施行された。河北地区において戦前までは町村制により定められた飯野川村（のち飯野川町）・大谷地村・二股村（のち二俣村）・大川村が存在していた。このうち飯野川の地には1888年（明治21年）から桃生郡役所が設置されていた。飯野川には郡役所のほか、飯野川警察署や憲兵屯所などが設置され、しだいに桃生郡北方の中心地となっていき、1901年（明治34年）には桃生郡で一番最初に町制施行した。
太平洋戦争終戦後はシャウプ勧告の地方分権の原則に則って行政事務が激増し、国や県主導で町村規模の見直しが行われることとなった。飯野川町といった町村も例外ではなく、桃生郡北方7ケ町村と本吉郡十三浜村の計8ケ町村での大規模合併が県の合併試案で期待されていたが、結局これは実現せず飯野川町・大谷地村・二俣村・大川村の4ケ町村をもって1955年（昭和30年）3月21日、河北町が成立した。

### 新市誕生
2005年（平成17年）4月1日、河北町が石巻市・雄勝町・河南町・桃生町・北上町・牡鹿町と合併し、石巻市が成立した。旧河北町域は石巻市の河北地区となり、河北地区を管轄とする行政事務組織として石巻市役所河北総合支所が発足した。

### 東日本大震災

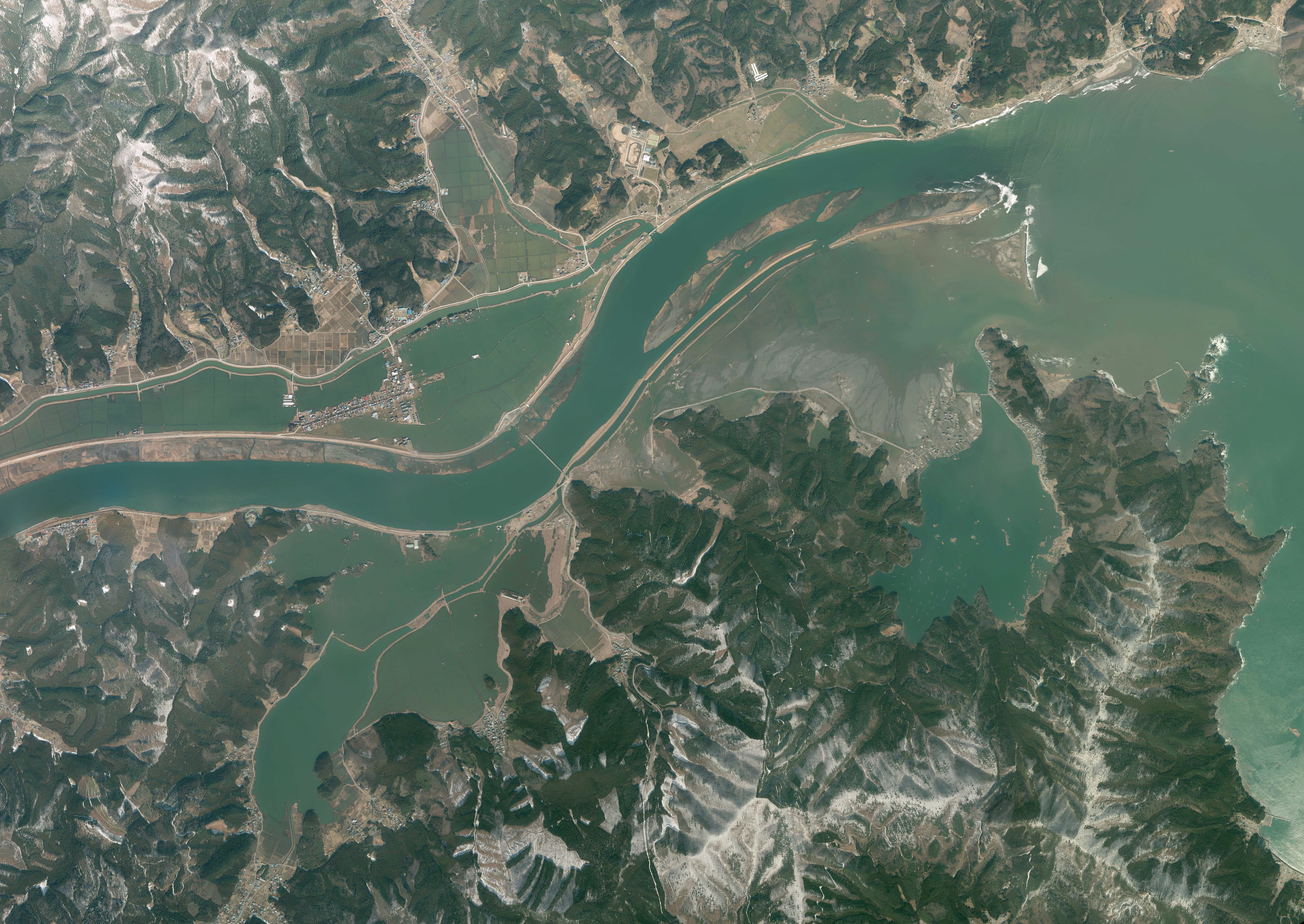
東日本大震災から8日後の2011年3月19日に撮影された北上川河口（宮城県石巻市）周辺の空中写真。北上川南部一帯が概ね大川地区に相当する。

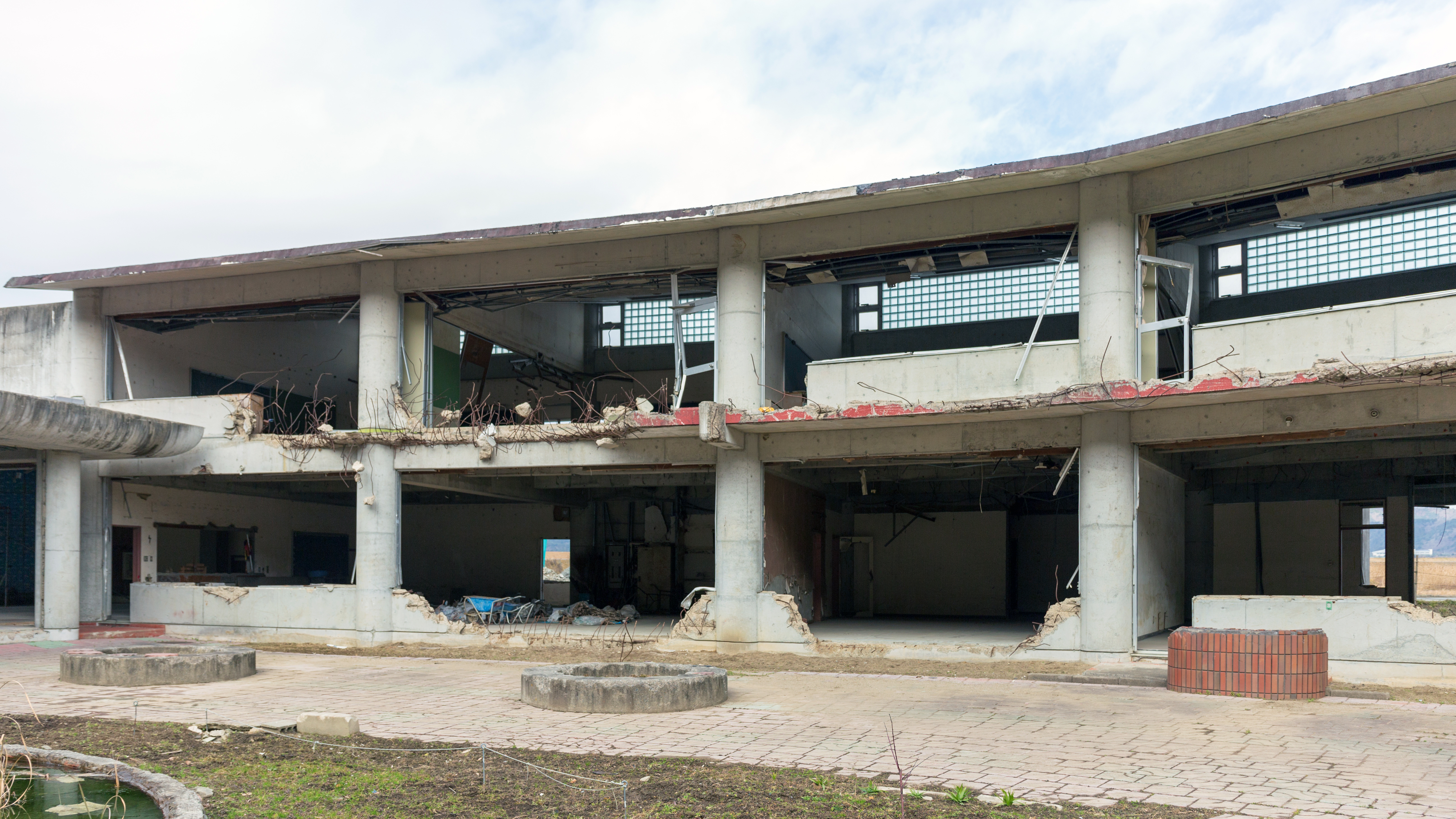
津波に襲われた石巻市立大川小学校

河北地区では最大浸水高5.0m、最大遡上高8.8mを観測し、犠牲者数は413名、行方不明者数42人にのぼった。死者数・行方不明者数は市内で本庁地区の次に多かった。相野谷の観測所で震度6弱を観測したが、地震発生時は家屋の倒壊など大きな被害は見られなかった。しかし、その後、北上川を遡上してきた津波により大川地区を中心に甚大な被害を受けた。実際、河北地区の犠牲者・行方不明者のほとんどが大川地区の住民であり、とくに大川小学校では児童74人、教職員10人が死亡・行方不明となった。集落別でみると大川地区4集落（間垣・釜谷・長面・尾崎）では、2021年時点で376名が震災により死亡・行方不明となり、死亡率は震災前の人口（1,344名）の27.97%に相当する。間垣集落・釜谷集落に至ってはそれぞれ43.87%、38.91%の死亡率となった。物的被害に関して、大川地区では約224haの水田の大部分が水没し、塩害はもちろん、地盤沈下も発生した。また、大川中学校付近から釜谷までの堤防が決壊し、その上を走っていた県道も寸断されたほか、新北上大橋も一部が落橋したため、大川地域や雄勝地区までの道路が途絶し、救助活動や復旧作業が阻害された。
震災発生当時は石巻市議会開会中であったため、河北総合支所長ら総合支所幹部職員は不在であった。住民に避難を誘導するために河北総合支所にいた市職員はいくつかの班に分かれて避難の広報に出動した。夕方には幹部職員が本庁から戻り、災対河北支部を組織し被害調査をはじめ、避難所の開設や炊き出し、寝具と飲料水や食料の手配など職員で業務を分担した。停電等により河北地区内での連絡手段が途絶したため、伝令による指示伝達方法をとっていた。大川地区で避難誘導に当たっていた職員と連絡が取れない状況だったことから、深夜に職員数名で大川地区へ出向くも道路・橋が寸断され、大川地区にたどり着くことはできない状況で、行方不明の職員は無線にも応答しなかった。

### 沿革
※新暦導入以前（明治5年以前）の日付は和暦による旧暦で表記する。丸括弧内は西暦で、1581年以前はユリウス暦、1582年以降はグレゴリオ暦。
- 承応3年（1654年） - 葛西重常が飯野川の街を整備[42]。
- 明治5年
  - 1月8日（1872年2月16日） - 宮城県所属となる[55]。
- 1889年（明治22年）4月1日 - 町村制施行。飯野川村・大谷地村・二股村・大川村が成立[44][43]。
- 1912年（大正元年）12月1日 - 二股村が二俣村に改称[46]。
- 1955年（昭和30年）3月21日 - 飯野川町・大谷地村・二俣村・大川村の4ケ町村をもって河北町が成立[50]。
- 2005年（平成17年）4月1日
  - 河北町が石巻市他5町と合併し、石巻市が発足。河北町は石巻市河北地区となる。
  - 旧河北町役場に石巻市役所河北総合支所が設置。
- 2011年（平成23年）3月11日 - 東日本大震災発生。
- 2013年（平成25年）
  - 3月 - 大川地区4集落（間垣・釜谷・長面・尾崎）が災害危険区域に指定され、住居の用に供する施設の建設が規制される[56][5][53]。
  - 4月1日 - 石巻市立大川中学校が石巻市立河北中学校に統合[57]。
- 2016年（平成28年）
  - 長面で5年ぶりに営農再開[58]。
  - 3月 - 大川小学校旧校舎が震災遺構として整備されることが決定[59]。
- 2017年（平成29年）
  - 北上川河口堤防が完成[58]。
  - 1月26日 - 小船越のうち防災集団移転促進事業区域をもって二子一丁目から二子三丁目が成立[60]。
  - 4月1日 - 飯野川第二小学校が飯野川第一小学校へ統合し、飯野川第一小学校が石巻市立飯野川小学校となる[61]。
- 2021年（令和3年）
  - 7月18日 - 震災遺構大川小学校開場[59]。
  - 7月30日 - 大川コミュニティセンターが開所[62]。
- 2023年（令和5年） - 中島に河北地区健康づくりパーク完成[63]。
- 2024年（令和6年） - 河北まちづくり協議会発足[64]。
- 2025年（令和7年）4月 - 河北地区住民バス廃止[65]。代替として河北地区乗合タクシーが運航開始[66][67][65]。

## 施設

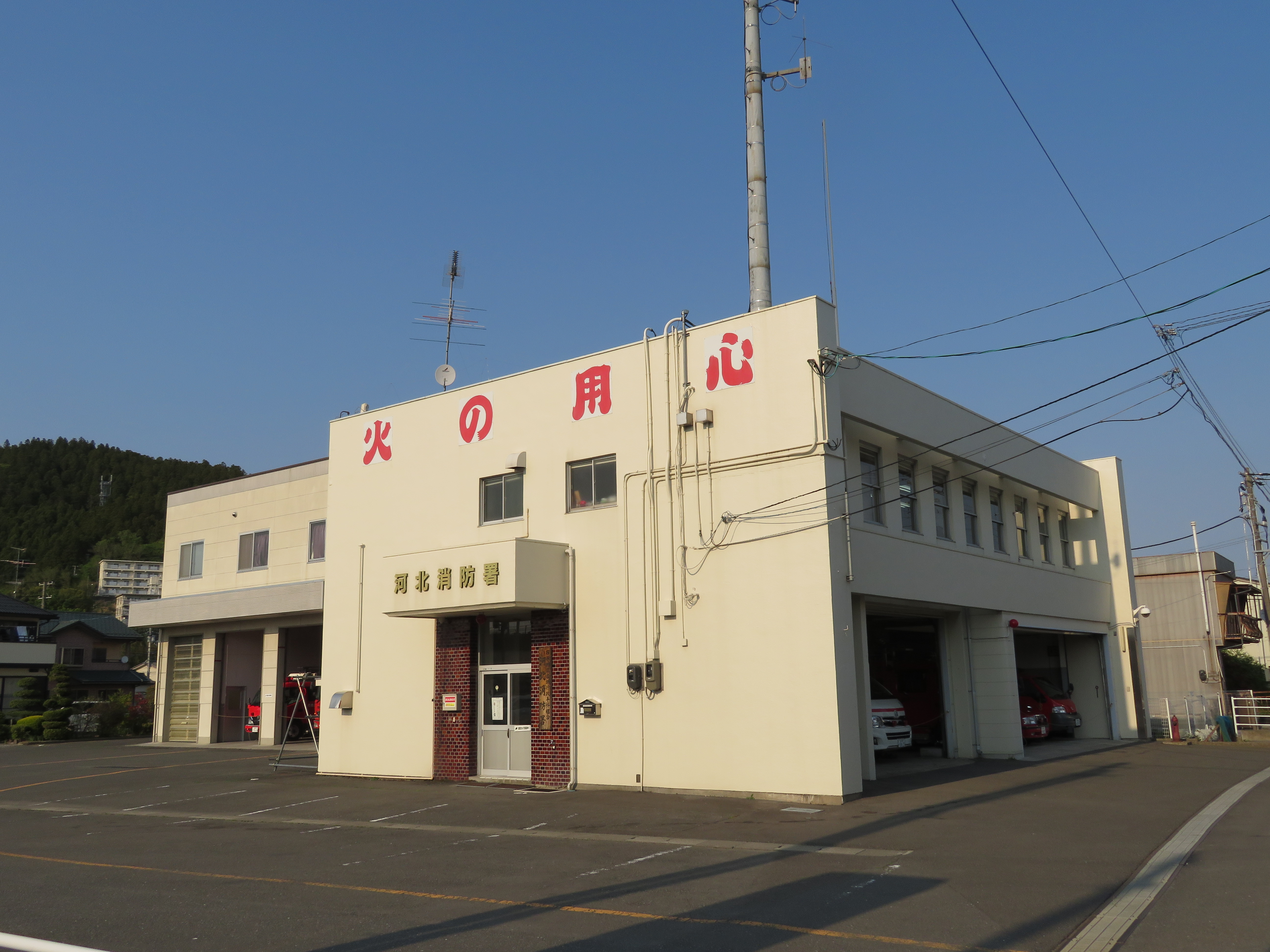
河北消防署

ここでは主要な施設のみを述べる。域内の施設については各大字記事を参照。
- 石巻市役所河北総合支所庁舎（相野谷字旧会所前12-1）[1]
- 河北郵便局（相野谷字五味前二番7-1）[68]
- 宮城県警察河北警察署庁舎（相野谷字杉ケ崎20）[69]
- 石巻市震災遺構大川小学校（釜谷字韮島94）[70]
- 道の駅上品の郷（小船越字二子北下1-1）[71]
- 石巻地区広域行政事務組合河北消防署（成田字小塚裏畑17-1）[72]
- 石巻市河北総合センタービッグバン（成田字小塚裏畑54）[73]
- 国土交通省東北地方整備局北上川下流河川事務所（成田字根岸山畑5-7）[74]

## 経済・産業
2010年（平成22年）時点では農用地が域内の22.4%を占めており、北上川流域の肥沃な土地を利用した農業が盛んである。ササニシキやひとめぼれを中心とした稲作と畜産の複合経営、いちご・ミニトマト・つぼみ菜といった施設園芸、麦・大豆・セリなどの団地化を組み合わせた生産性の高い農業経営を実施している。特にセリは「河北セリ」として著名であり、地下から湧き出る伏流水を利用し、セリ田の畦畔を高くして水深を確保することで、茎葉部が長くなったセリが特徴である。農業以外にも漁業や林業も盛んに行われており、漁業は長面浦での牡蠣の養殖や北上川での内水面漁業が、林業は河北地区の57.3%を占める森林を活用した林産物の生産が行われている。ただし、農業や漁業、林業はいずれも後継者不足・新規就労者の減少が主要な課題として存在する。
2020年（令和2年）実施の国勢調査によれば域内の就労人口は4,706人でうち第一次産業従事者は539人、第二次産業従事者は1,577人、第三次産業従事者は2,501人となっている。

## 行政

### 河北総合支所

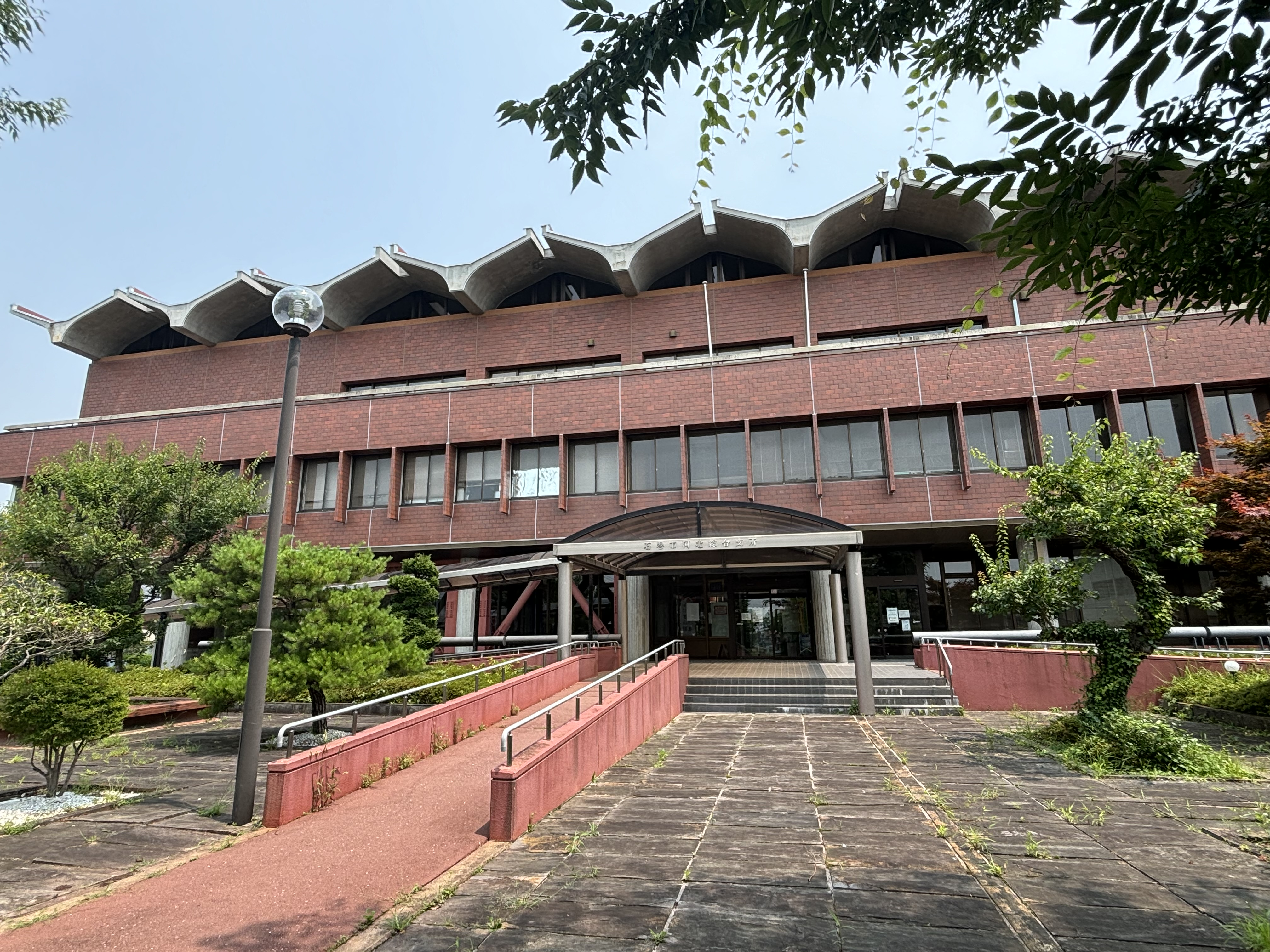
石巻市役所河北総合支所庁舎外観（2024年7月撮影）。

石巻市例規「石巻市支所設置条例」により、市長の権限に属する事務を分掌させ、旧自治体行政の継続性を担保するため、旧河北町の区域を所管区域とする総合支所として石巻市役所河北総合支所（英語: Ishinomaki City Hall Kahoku General Branch）が設置されている。総合支所の長として次長級の「河北総合支所長」職が設けられている。2025年（令和7年）3月時点で職員は河北総合支所長以下55名となっており、石巻市の総合支所としては2番目の規模である。
石巻市例規「石巻市行政組織規則」により、河北総合支所は地域振興課と市民福祉課の2課編成で様々な行政事務を執行する。地域振興課と市民福祉課はそれぞれ以下のような機関を擁する。
- 地域振興課
  - 大川コミュニティセンター
  - 河北上品山牧場
  - 道の駅上品の郷
  - 河北大谷地堆肥センター
  - 河北中野林業センター
  - 河北親林交流館
  - 河北林業総合センター
- 市民福祉課
  - 飯野川保育所
  - 河北保育所
  - 河北子育て支援センター
  - 飯野川地区放課後児童クラブ
  - 大谷地地区放課後児童クラブ
  - 二俣地区放課後児童クラブ
  - 新田交流会館
  - 河北保健センター
  - 健康づくりパーク

河北総合支所の業務は2009年（平成21年）度に河北総合支所長を副議長とする「石巻市総合支所のあり方調整会議」が設置されて以来、減少傾向が続く。調整会議設置後、総合支所の課の数は3から2に減少し、80業務が本庁へと移管された。

### 河北地域まちづくり委員会
石巻市例規「石巻市地域まちづくり委員会設置条例」により、石巻市の地域の均衡ある発展及び活性化を図るため、旧河北町の区域を対象に石巻市長からのまちづくり施策に関わる諮問に応じる機関として河北地域まちづくり委員会が設置されている。

## 地名

### 町・字
域内には3町・17大字が存在する。以下にその一覧を挙げる。小字レベルの詳細は石巻市の町・字一覧を参照。
- 相野谷
- 飯野
- 大森
- 尾崎
- 釜谷
- 北境
- 小船越
- 皿貝
- 中島
- 長面
- 中野
- 成田
- 針岡
- 東福田
- 福地
- 二子一丁目
- 二子二丁目
- 二子三丁目
- 馬鞍
- 三輪田

### 行政区
石巻市は世帯数及び人口の調査、世帯台帳の整備、市行政の周知、連絡、通知のための公文書の配布伝達を円滑に行うために、行政区を定めている。石巻市例規「石巻市行政委員規則」によると、河北地区には以下のような行政区が設置されている。
- 成田
- 飯野川上町
- 飯野川仲町
- 飯野川本町
- 旧屋敷
- 五味
- 元相野谷
- 中島上
- 中島下
- 中野
- 牧野巣
- 皿貝
- 馬鞍
- 五十五人
- 鶴家
- 沢田崎山
- 川の上
- 後谷地
- 吉野
- 岩崎
- 飯野本地
- 飯野新田
- 北境
- 東福田
- 大工
- 梨木舟渡
- 大森
- 辻堂
- 三輪田上
- 三輪田中
- 三輪田下
- 福地
- 横川
- 谷地
- 針岡第一
- 針岡第二
- 間垣
- 入釜谷
- 長面
- 尾の崎
- 二子東
- 二子西
- 二子南

## 都市開発

### 河北都市計画
河北都市計画は河北地区の行政拠点である河北総合支所と経済・情報・交通の拠点である河北インターチェンジ・道の駅上品の郷を軸に実施される都市計画で、都市計画区域にはのべ1,508haが指定されている。2040年（令和22年）を目標年次とし、「水と緑の潤い豊かな定住都市の形成」を目指して都市計画区域内の整備・開発を推し進める。
本計画では都市計画の方針を決める上で、三陸縦貫自動車道や国道45号、その他県道を骨格として、居住ゾーン、商業・業務ゾーン、自然丘陵ゾーン、田園ゾーンという具合に土地のゾーニングがなされている。居住ゾーンは飯野川地区や二子地区といった都市的な土地活用がなされている地区がこれに指定されており、道路、公園、下水道などの生活基盤整備や周辺の環境に配慮した秩序ある市街地形成が推し進められる。商業・業務ゾーンでは幹線道路の広域ネットワークを活かしたロードサイドショップの展開や観光・交流機能、スポーツ・文化機能を担う区域である。自然丘陵ゾーンは関連法規により保全が図られている緑地及び自然災害を防止するための土砂災害警戒区域、急傾斜地崩壊危険区域などの法指定区域が該当する。田園ゾーンは農地や耕作放棄地が指定されており、農地の効率的な利用と生産性の向上を図り、一部耕作放棄地における再生可能エネルギーの導入や新産業の創出を行う区域である。

### 防災集団移転促進事業
石巻市半島部防災集団移転促進事業計画の一環で河北地区では間垣・釜谷・長面・尾崎といった集落の一部が「今後の津波の発生が住民生活に大きな影響を与える危険性があり、住民の居住に適当でない」と判断され移転促進区域に指定されており、地域コミュニティーごと団地へと移転する防災集団移転をすることが推し進められている。区域の告示期間中、移転促進区域では住居の用に供する施設を建設することができない。
移転促進区域の住民の集団移転先として河北地区内には二子団地復興住宅や間垣団地などが存在する。二子団地復興住宅は河北・雄勝・北上3地区の移転促進区域住民を受け入れる復興公営住宅であり、被災前の地域コミュニティーに配慮した区域分けがなされている。東部は河北地区の住民が、中部は北上地区の住民が、西部は雄勝地区の住民が入居する。二子団地復興住宅には2023年（令和5年）時点で約400世帯が居住している。間垣団地は大川地区唯一の復興団地であり、内陸地へと集団移転するという形態の二子団地復興住宅と異なり、高台移転という形態になっている。

## 教育

### 高等学校
- 宮城県石巻北高等学校飯野川校[89]

### 中学校
- 石巻市立飯野川中学校[90]
- 石巻市立河北中学校[90]

### 小学校
- 石巻市立飯野川小学校[90]
- 石巻市立大谷地小学校[90]
- 石巻市立二俣小学校[90]

### 幼稚園
- 石巻市立河北幼稚園[90]

## 交通

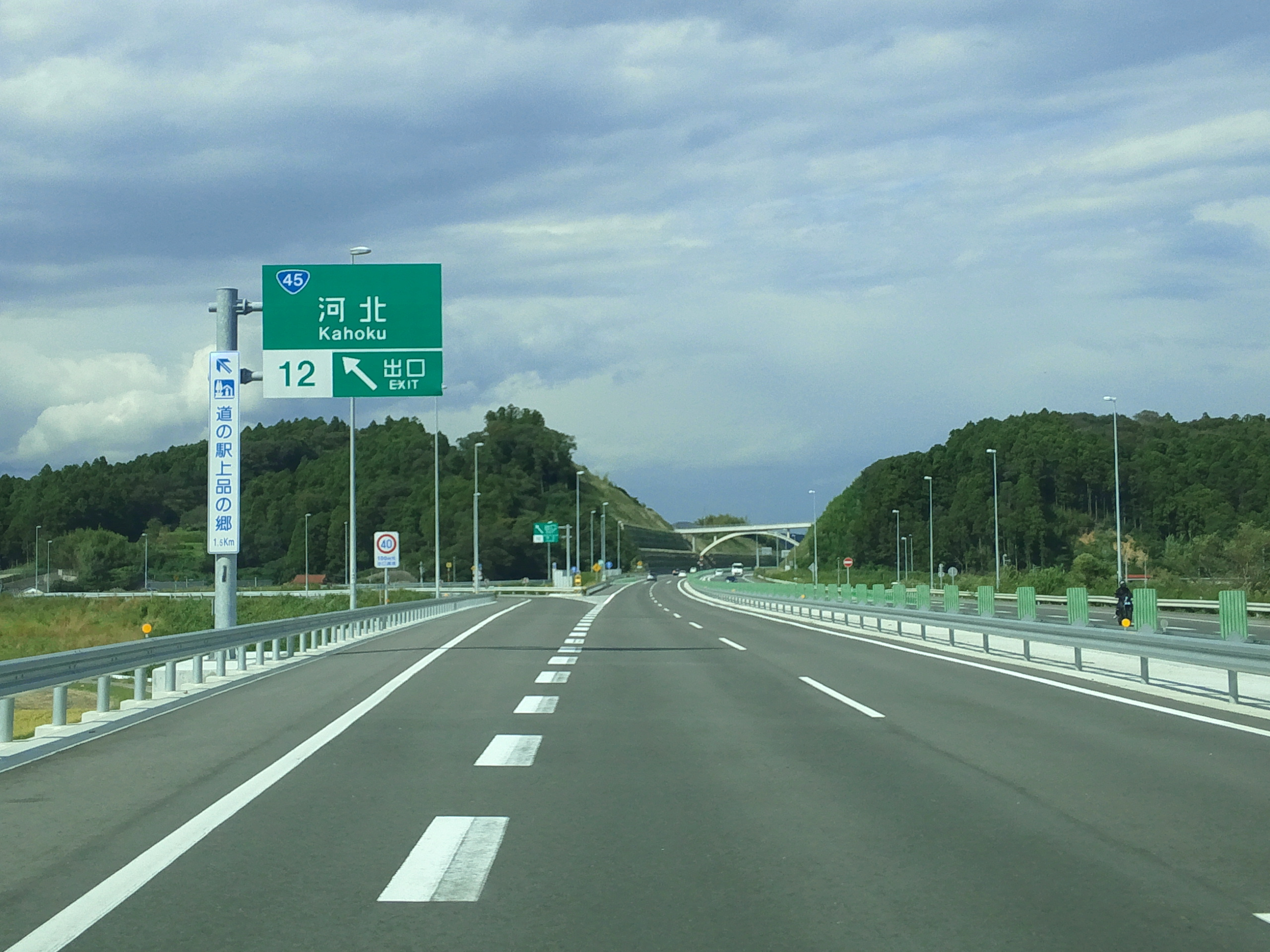
河北インターチェンジ

### 鉄道
2025年（令和7年）7月現在、域内を鉄道路線は通っていない。

### 道路
- 高速道路
  - 三陸縦貫自動車道[91]
- 一般国道
  - 国道45号[91]
    - 川の上バイパス

  - 国道398号
- 宮城県道
  - 宮城県道30号河北桃生線[91]
  - 宮城県道33号石巻河北線[92]
  - 宮城県道196号神取河北線
  - 宮城県道197号北上河北線[91]
  - 宮城県道238号釜谷大須雄勝線

### バス
かつては河北地区住民バス飯野川第一コース・飯野川第二コース・二俣第一コース・二俣第二コース・大谷地第一コース・大谷地第二コース・大川コースが存在していたが、バス輸送量が1日当たり3人前後という低い利用率となっていたことから、2025年（令和7年）4月に廃止された。
高速バス
- 東日本急行バス
  - 県庁市役所前－とよま総合支所線

路線バス
- ミヤコーバス
  - 河北線
  - 石巻専修大学線

- 住民バス
  - 雄勝地区住民バス雄勝線
  - 北上地区住民バス

### 乗り合いタクシー
- 河北地区乗合タクシー：河北地区内でのみ利用可能[66][65]。

## 世帯数と人口
域内の町・字の2025年（令和7年）4月30日現在の世帯数と人口は以下の通りである。
| 大字   | 世帯数（戸） | 人口（人） |
| ------ | ------------ | ---------- |
| 相野谷 | 741          | 1,598      |
| 飯野   | 221          | 540        |
| 大森   | 380          | 810        |
| 尾崎   | 0            | 0          |
| 釜谷   | 20           | 47         |
| 北境   | 63           | 153        |
| 小船越 | 752          | 1,939      |
| 皿貝   | 109          | 264        |
| 中島   | 159          | 389        |
| 長面   | 1            | 1          |
| 中野   | 124          | 281        |
| 成田   | 270          | 668        |
| 針岡   | 116          | 255        |
| 東福田 | 89           | 217        |
| 福地   | 169          | 382        |
| 二子   | 374          | 794        |
| 馬鞍   | 73           | 176        |
| 三輪田 | 217          | 575        |

### 人口等の推移
国勢調査によると桃生郡河北町および石巻市河北地区の人口推移は以下の通りである。
| 1960年 | 20,050人 |  |
| 1965年 | 18,767人 |  |
| 1970年 | 17,007人 |  |
| 1975年 | 16,015人 |  |
| 1980年 | 15,850人 |  |
| 1985年 | 15,470人 |  |
| 1990年 | 14,900人 |  |
| 1995年 | 14,186人 |  |
| 2000年 | 13,407人 |  |
| 2005年 | 12,508人 |  |
| 2010年 | 11,518人 |  |
| 2015年 | 11,097人 |  |
| 2020年 | 9,878人  |  |

国勢調査によると桃生郡河北町および石巻市河北地区の高齢者人口比率の推移は以下の通りである。
| 1960年 | 6.7%  |  |
| 1965年 | 8.1%  |  |
| 1970年 | 9.5%  |  |
| 1975年 | 11.2% |  |
| 1980年 | 12.9% |  |
| 1985年 | 15.0% |  |
| 1990年 | 17.8% |  |
| 1995年 | 22.2% |  |
| 2000年 | 26.4% |  |
| 2005年 | 29.1% |  |
| 2010年 | 31.0% |  |
| 2015年 | 33.9% |  |
| 2020年 | 39.1% |  |

## 文化

### 特産品
- 河北せり[9]

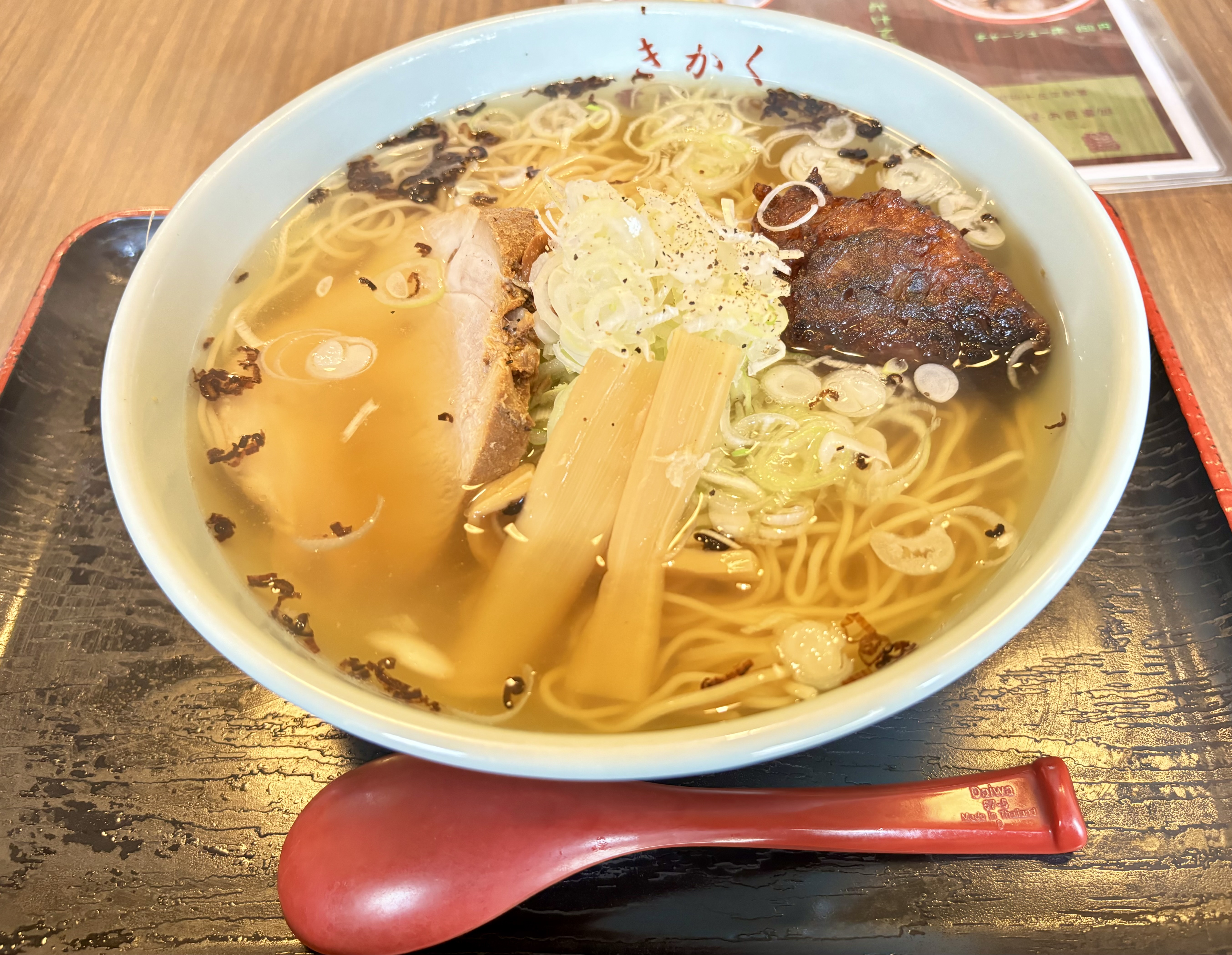
サバだしラーメン

- サバだしラーメン - 飯野川地区の地場産品[9][96]。石巻専修大学の学生らが地元商店や企業と協力して誕生[97]。2011年（平成23年）11月から飯野川商店街などの商店5店舗で販売開始[97]。
- 長面カキ[9]
- べっこうしじみ[9]
- 焼きハゼ[98]

### イベント
- サマー・フェスタ・インかほく - 例年8月実施[99]。
- フェスティバル・イン・かほく - 例年11月実施[100]。かほく産業まつり・かほく文化祭から構成[100]。